# Gael García Ortega
Gael Alejandro Garcia Ortega (* 4. Juni 2008 in Guadalajara, Jalisco) ist ein mexikanischer Fußballspieler, dessen Stammposition sich im offensiven Mittelfeld bzw. im Angriff befindet.

## Leben
García Ortega wurde im Nachwuchsbereich des Club Deportivo Guadalajara ausgebildet und erhielt bei diesem Verein auch seinen ersten Profivertrag. Sein Debüt in der höchsten mexikanischen Spielklasse gab García am 13. Januar 2024 in einem Heimspiel gegen Santos Laguna (1:1), in dem er zehn Minuten vor Spielende für Fernando Beltrán eingewechselt wurde.
Am 26. März 2024 kam García erstmals für die mexikanische U-17-Nationalmannschaft zum Einsatz.